# Rosendo González Carbonell
Rosendo González Carbonell (auch Rossend González-Carbonell) (* 1910 in Barcelona; † 1984) war ein spanischer Kunstmaler.

## Leben und Wirken
Carbonell war ein Schüler des Malers Bonaventura Puig Perucho. Er studierte an der Acadèmia de Belles Arts de Sabadell bei Mayoral und Antoni Alsina y Amils und besuchte die Kunstakademie „Llotja“ in Barcelona. Er war mit dem Maler Alejandro Huerta Lucas befreundet. Carbonell malte Ölbilder, wobei er überwiegend weibliche Figuren darstellte, aber auch Porträts und Landschaften. Kennzeichnend für seine Werke sind die Betonung von Volumina, ausgeprägtes Helldunkel und ausgewogene Komposition. Er stellte unter anderem 1942 und 1944 auf der Exposición Nacional de Bellas Artes in Barcelona aus. Auf letzterer gewann er einen Preis für ein Porträt seiner zukünftigen Ehefrau.